# Trou-du-Nord (gemeente)
Trou-du-Nord (Haïtiaans-Creools: Twou dinò) is een gemeente in Haïti met 49.000 inwoners. De plaats ligt aan de noordkust van het schiereiland Tiburon, 26 km ten zuidoosten van de stad Cap-Haïtien. Het is de hoofdplaats van het gelijknamige arrondissement in het departement Nord-Est.
Er wordt tabak, suikerriet, sisal en fruit verbouwd.

## Indeling
De gemeente bestaat uit de volgende sections communales:
| Nr. | Naam        | Km²   | Inw.2015 |
| --- | ----------- | ----- | -------- |
| 1   | Garcin      | 13,45 | 2.347    |
| 2   | Roucou      | 69,88 | 38.630   |
| 3   | Roche Plate | 47,46 | 7.954    |

## Geboren
- Jovenel Moïse (1968-2021), Haïtiaans politicus